# Pekings zoologiska trädgård
Pekings zoologiska trädgård (北京动物园, Běijīng Dòngwù Yuán) i distriktet Xicheng i västra Peking grundades 1906 och öppnade för allmänheten den 18 juni 1908. Zoot har nu (2007) en areal på cirka 90 hektar och har mellan åtta och tolv miljoner besökare om året. Parken är därmed en av Asiens största och viktigaste djurparker.

## Historia

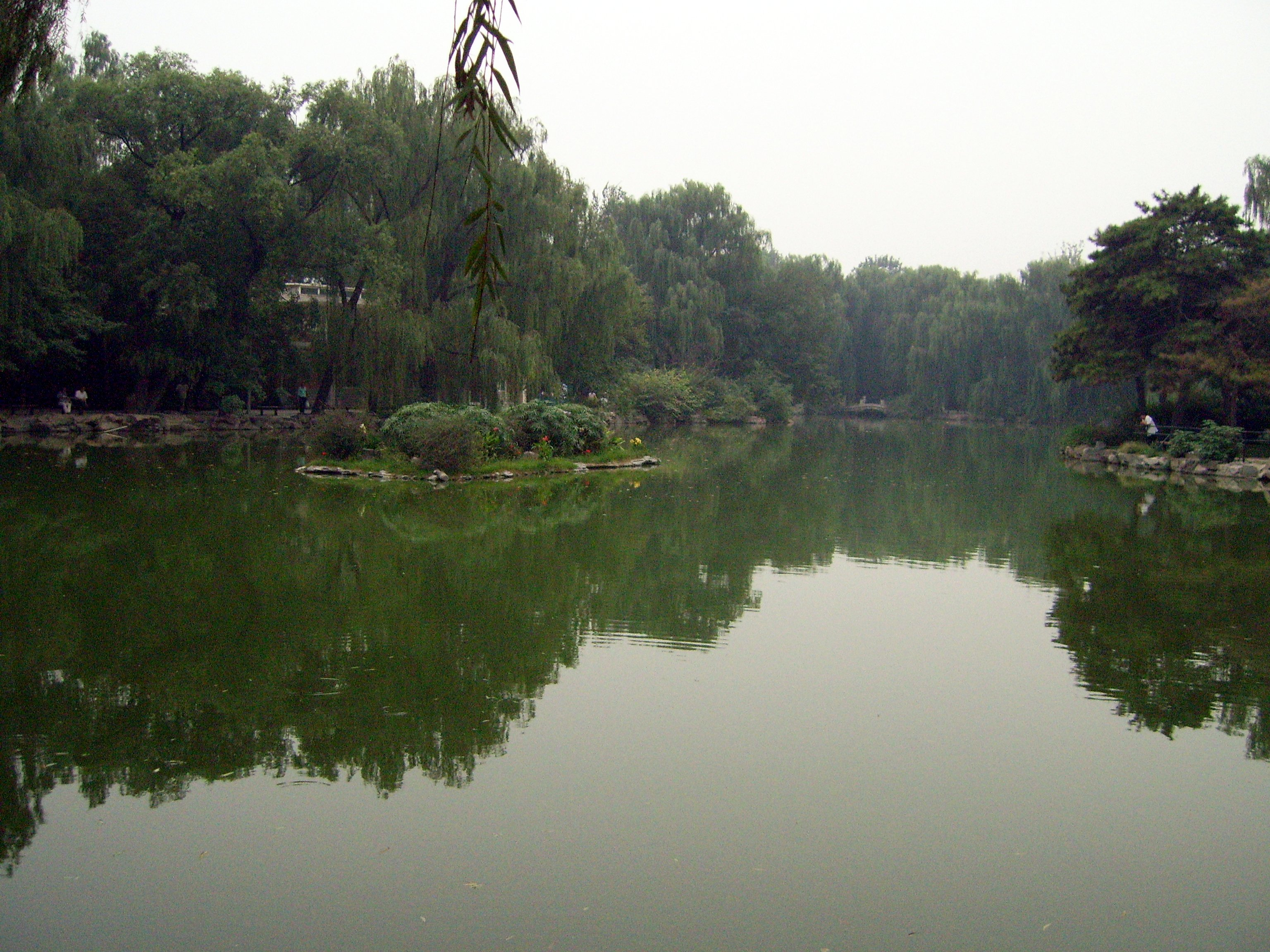
En av djurparkens sjöar.

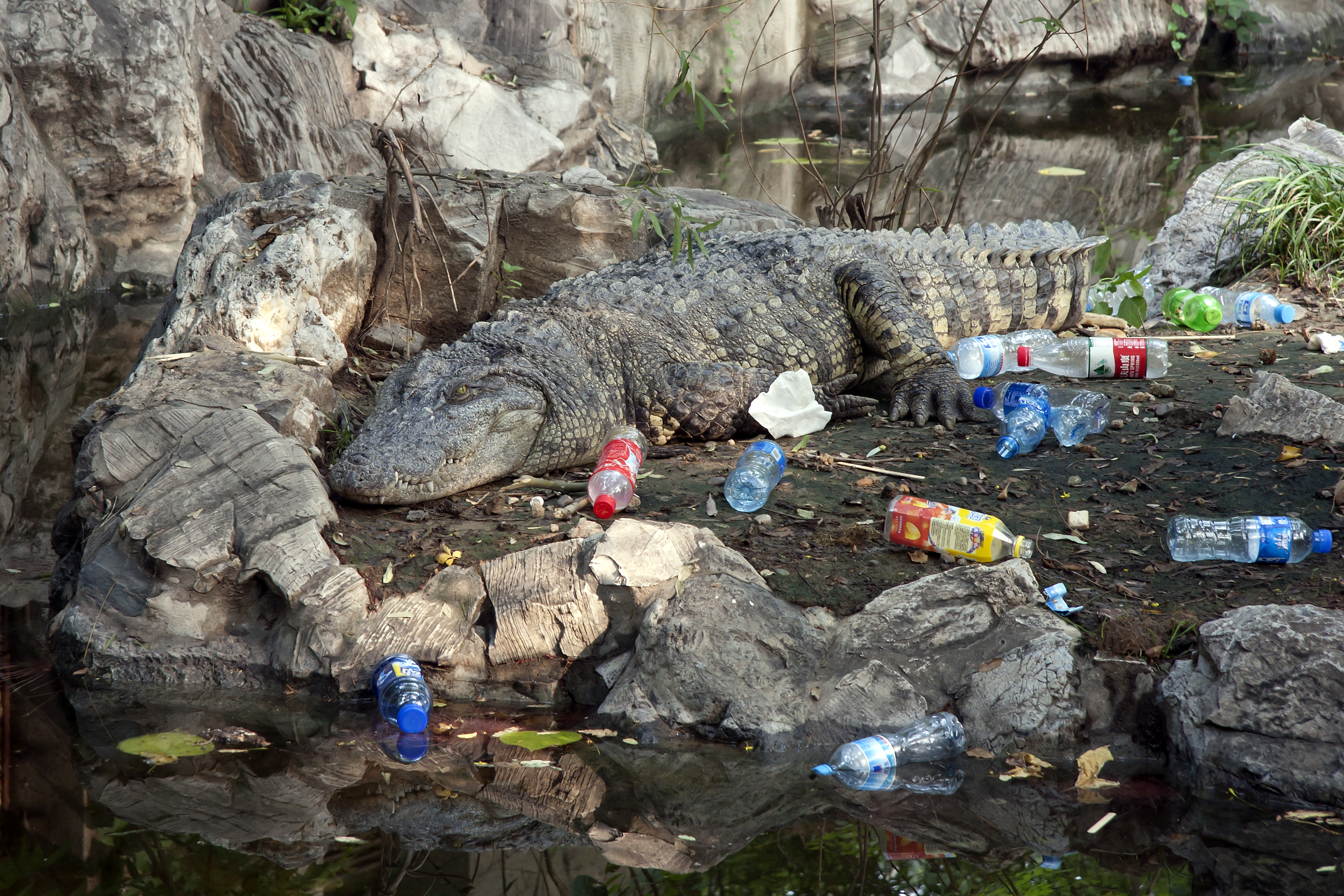
En kinesisk alligator har fått plastflaskor kastade på sig av parkens besökare.

Under Mingdynastin (1338–1644) låg en kejserlig herrgård på den plats där djurparken nu finns. Under Qingdynastin kom platsen att bli en herrgård för prins Fukang'an. Många av djurparkens byggnader kommer från Qingtiden.
När djurparken grundades 1906 fick den namnet Wan Sheng Yuan ("de tio tusen husdjurens trädgård") och omfattare 3,5 hektar. Under de oroliga åren efter det att republiken Kina utropades den 1 januari 1912 gick parken en hård kamp för överlevnad. Det var först mot slutet av 1920-talet, med Guomindangs och Chiang Kai-sheks seger, som problemen mestadels kunde lösas.
När Peking förlorade sin status som huvudstad 1928 reducerades djurbeståndet drastiskt.
Mellan 1937 och 1945 var Peking under japansk kontroll. Parken drabbades hårt av andra sino-japanska kriget och därefter det kinesiska inbördeskriget mellan Guomindangs kinesiska republik och Mao Zedongs kommunister. När Peking på nytt blev huvudstad 1949 bestod djurparkens bestånd endast av en blind emu, tre papegojor och ett dussin apor. Området fick då namnet Xijiao Gongyuan ("den västliga förortsparken").
Namnet ändrades 1955 till Běijīng Dòngwù Yuán, "Pekings zoologiska trädgård". Sedan 1958 har parkens areal och artmångfald successivt och systematiskt utökats. År 1999 öppnade ett mycket stort akvarium. Därmed hade parken runt trettio hus och en areal på 90 hektar.

## Djurbestånd

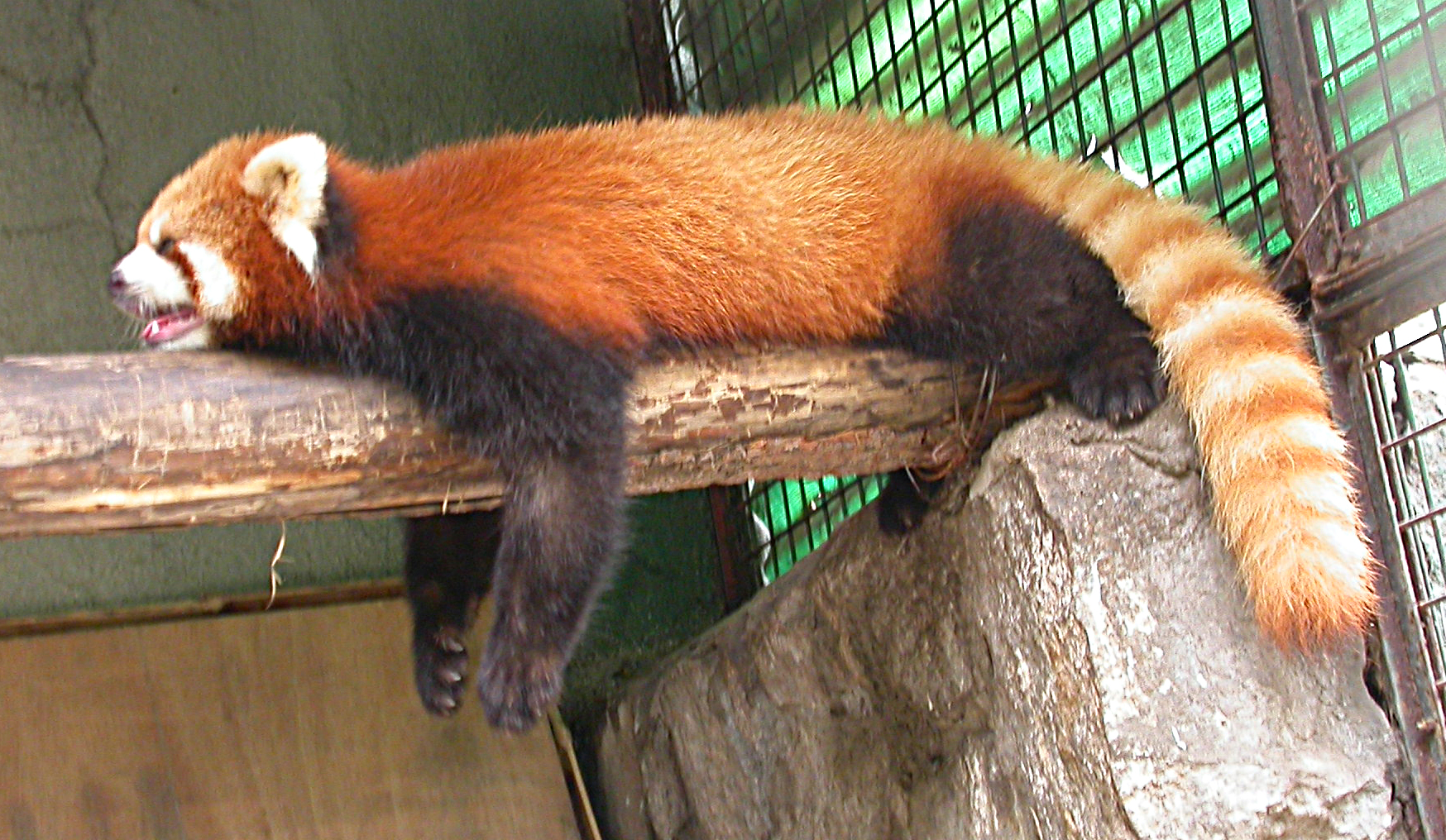
Kattbjörn på Pekings zoo 2005.

Djurparkens specialitet är vilda och domesticerade djur från Kina. Deras jättepandor är särskilt populära bland besökare. De finns i pandahuset strax innanför huvudentrén. Andra djurarter som lockar besökarna är till exempel smalnäsor från Sichuan, sibirisk tiger från Manchuriet, jak från Tibet, enorma havssköldpaddor, isbjörn från Arktis, känguru från Australien och zebra från Afrika.
Djurbeståndet bestod 2008 av:
- 150 arter av däggdjur
- 260 arter av fåglar
- 100 arter av kräldjur
- 35 arter av amfibier
- 1000 arter av fiskar och ryggradslösa djur

Djurparken är också ett center för zoologisk forskning som samlar och avlar sällsynta djur från flera världsdelar.
| Pekings tunnelbana |         |                      |
|                    | Linje 4 | Beijing Zoo (动物园) |